# Fangak
Fangak est une ville du Soudan du Sud, dans l'État du Jonglei.